# Cavernularia elegans
Cavernularia elegans is een Pennatulaceasoort uit de familie van de Veretillidae. De wetenschappelijke naam van de soort is voor het eerst geldig gepubliceerd in 1858 door Herklots.